# Armando Bó

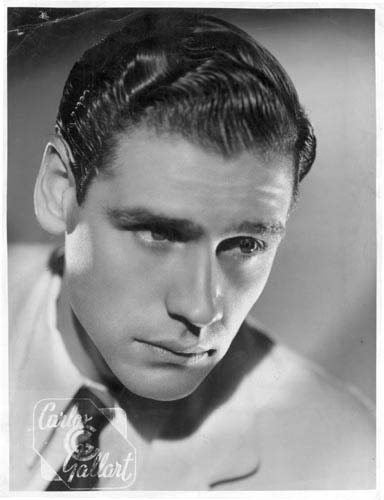
Armando Bó, Fotografin: Annemarie Heinrich, 1940er

Armando Bó, gelegentlich auch Armando Bo (* 3. Mai 1914 in Buenos Aires; † 8. Oktober 1981 ebenda) war ein argentinischer Schauspieler, Regisseur und Komponist für Filmmusik.

## Leben
Sein Debüt als Schauspieler hatte Bó 1939 in dem Film Ambición (Regie: Adelqui Migliar) und danach folgten über fünfzig Filme mit denen Bó mehr oder weniger große Erfolg erzielen konnte.
Nach dem Zweiten Weltkrieg begann Bó auch hinter der Kamera zu agieren; er produzierte, führte Regie und komponierte die Musik zu mehreren Filmen. 1948 gründete Bó zusammen mit seinem Kollegen Elías Hadad die Sociedad Independiente Filmadora Argentina (SIFA).
Als Regisseur wurde Bó vor allem durch seine Sex-Exploitationfilme bekannt; spätestens durch den Skandal, den er 1956 entfacht hatte: In seinem Film El trueno entre las horas – frei nach einem Roman von Augusto Roa Bastos – war die zwanzigjährige Schauspielerin Isabel Sarli unbekleidet zu sehen; die erste Nacktszene in einem argentinischen Film.
Im Alter von 67 Jahren starb Armando Bó am 8. Oktober 1981 in Buenos Aires und fand dort auch seine letzte Ruhestätte.
Sein Sohn Victor Bó (* 1943) ist ebenfalls Schauspieler und Produzent, sein Enkel Armando Bó ist Drehbuchautor und Regisseur.

## Filmografie (Auswahl)
als Schauspieler
- 1940: Fragate Sarmiento
- 1940: Los tres mosqueteros
- 1949: Con el sudor de tu frente
- 1950: Fangio, el demonio de la pistas

als Regisseur
- 1955: Adiós muchachos
- 1958: Die grüne Peitsche (El trueno entre las hojas)
- 1964: La Leona
- 1963: La burrerita de Ypacara
- 1964: Tropische Sinnlichkeit (Lujuria tropical)
- 1966: Naked (La tentacion desnuda)
- 1969: Fuego
- 1973: Furia infernal